# Semagic
Semagic — программа для ведения блога(ов). Предназначена для операционных систем семейства MS Windows. Первоначально была задумана для пользователей LiveJournal, но в последующем стала поддерживать и другие блог-платформы. Название складывается из слов «Sema» (псевдоним Алексея Семенова — основателя проекта; не участвует в разработке с версии 1.2.2) и «magic» (англ. «магия, волшебство»). Сейчас проект Semagic поддерживается сообществом ljwin32_sema.
Неполный список других блог-сервисов, под которые можно настроить Semagic:
- deadjournal.com
- greatestjournal.com
- blogger.com
- storage.msn.com
- xanga.com
- planeta.rambler.ru
- liveinternet.ru
- wordpress.com
- diary.ru
- Живой Журнал
- Ya.ru

По мнению Компьютерра-Онлайн, Semagic:
«наиболее популярная в России программа для работы с сетевыми дневниками» в 2006 году.